# Интерференция света

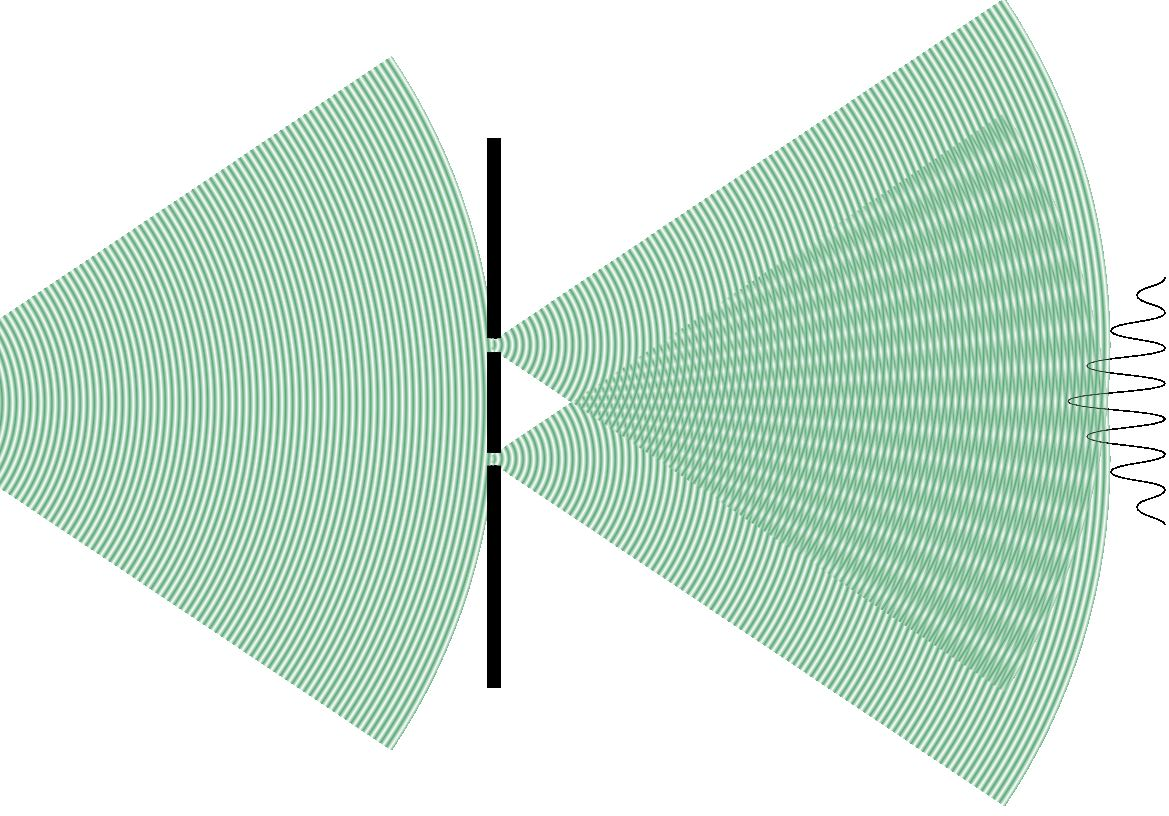
Интерференция света — опыт Юнга

Интерфере́нция све́та (лат. interferens, от inter — между + -ferens — несущий, переносящий) — интерференция электромагнитных волн (в узком смысле - прежде всего, видимого света) — перераспределение интенсивности света в результате наложения (суперпозиции) нескольких световых волн. Это явление обычно характеризуется чередующимися в пространстве максимумами и минимумами интенсивности света. Конкретный вид такого распределения интенсивности света в пространстве или на экране, куда падает свет, называется интерференционной картиной.
Поскольку явление интерференции прямо зависит от длины волны, то при интерференции света, содержащего различные спектральные составляющие (цвета), например, белого света, происходит разделение этих спектральных составляющих, глазом видимые в случае белого света как радужные полосы.

## История открытия
Впервые явление интерференции было независимо обнаружено Гримальди (для луча, прошедшего через два близких отверстия), Робертом Бойлем и Робертом Гуком (для интерференции в тонких слоях прозрачных сред, таких как мыльные плёнки, тонкие стенки стеклянных шаров, тонкие листки слюды; они наблюдали при этом возникновение разноцветной окраски; при этом Гук заметил и периодическую зависимость цвета от толщины слоя). Гримальди впервые и связал явление интерференции с идеей волновых свойств света, хотя ещё в довольно туманном и неразвитом виде.
В 1801 году Томас Юнг (1773—1829 гг.), введя «принцип суперпозиции», первым дал достаточно детальное и, по сути, не отличающееся от современного объяснение этого явления и ввёл в научный обиход термин «интерференция» (1803). Он также выполнил демонстрационный эксперимент по наблюдению интерференции света, получив интерференцию от двух щелевых источников света (1802); позднее этот опыт Юнга стал классическим.

## Интерференция света в тонких плёнках

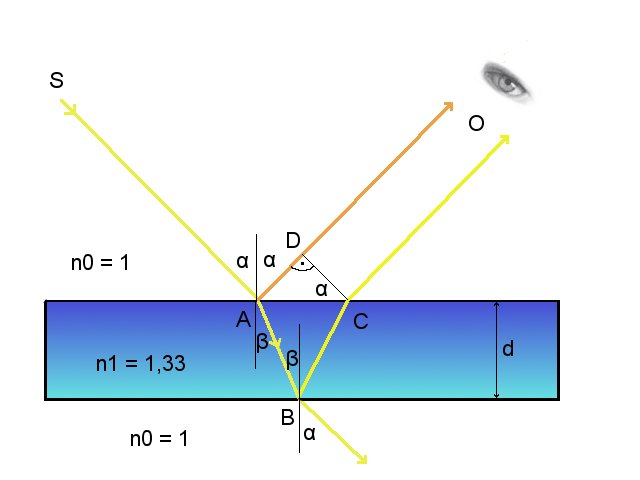
Интерференция в тонкой плёнке. — угол падения, — угол преломления, жёлтый луч отстанет от оранжевого, они сводятся глазом в один и интерферируют.

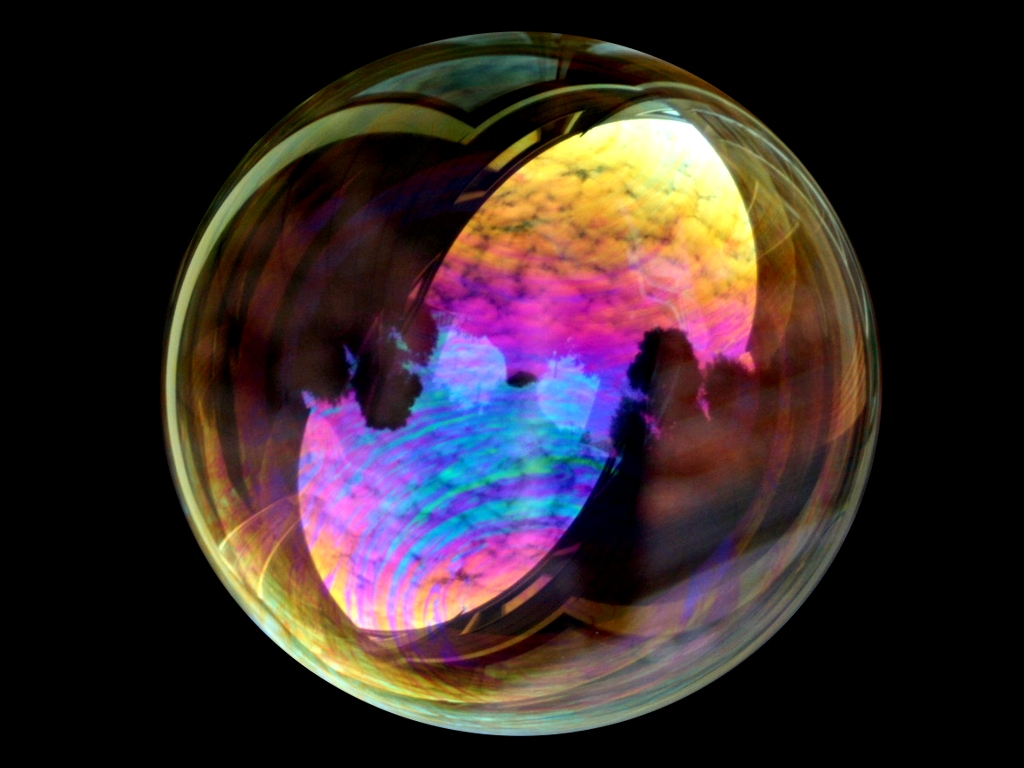
Интерференция света на мыльном пузыре

Получить устойчивую интерференционную картину для света от двух разделённых в пространстве и независящих друг от друга источников света не так легко, как для источников волн на воде. Атомы испускают свет цугами очень малой продолжительности, и когерентность нарушается. Сравнительно просто такую картину можно получить, сделав так, чтобы интерферировали волны одного и того же цуга. Так, интерференция возникает при разделении первоначального луча света на два луча при его прохождении через тонкую плёнку, например плёнку, наносимую на поверхность линз у просветлённых объективов. Луч света длиной волны {\displaystyle \lambda }, падая перпендикулярно к поверхности плёнки толщиной {\displaystyle d}, отразится дважды — от внутренней и наружной её поверхностей. Если плёнка достаточно тонка, так что её толщина не превышает длину цуга волн падающего света, то на верхней границе раздела сред отражённые лучи будут когерентны и поэтому смогут интерферировать.
Изменение фазы проходящего через плёнку луча, в общем случае, зависит от показателя преломления плёнки и окружающих её сред. Кроме того, надо учитывать, что свет при отражении от оптически более плотной среды меняет свою фазу на половину периода. Так, например, в случае для воздуха ({\displaystyle n}{\displaystyle 1} ≈ {\displaystyle 1}), окружающего тонкую масляную плёнку ({\displaystyle n}{\displaystyle 2} ≈ {\displaystyle 1.5}), луч, отражённый от внешней поверхности будет иметь сдвиг фазы {\displaystyle \pi }, а от внутренней — не будет. Интерференция будет конструктивной, если итоговая разница между пройденными этими лучами путями на поверхности плёнки будет составлять полуцелое число длин волн в плёнке {\displaystyle \lambda }{\displaystyle 2}{\displaystyle =\lambda }{\displaystyle 1}{\displaystyle {\frac {n_{1}}{n_{2}}}}.
То есть {\displaystyle \Delta \varphi _{const}=2d{\frac {2\pi }{\lambda _{2}}}+\pi (2k-1)=2d{\frac {2\pi n_{2}}{\lambda _{1}n_{1}}}+\pi (2k-1),k\in \mathbb {Z} }
Для деструктивной интерференции в данном примере необходимо, чтобы разность фаз между лучами была кратна {\displaystyle 2\pi }.
То есть {\displaystyle \Delta \varphi _{dest}=2d{\frac {2\pi n_{2}}{\lambda _{1}n_{1}}}+2\pi k,k\in \mathbb {Z} }
Полное гашение лучей произойдет для толщин плёнки: {\displaystyle d_{dest}={\frac {1}{2}}\lambda _{1}k{\frac {n_{1}}{n_{2}}}}
Если {\displaystyle \lambda _{1}=400} нм, то длина этой волны в масляной плёнке {\displaystyle \lambda _{2}=\lambda _{1}{\frac {n_{1}}{n_{2}}}=400{\frac {1}{1.5}}\approx 267} нм.
При {\displaystyle k=1} формула даёт результат {\displaystyle d_{dest}\approx 133} нм — и это минимальная толщина плёнки для данных условий для образования деструктивной интерференции.
Лучи соседних участков спектра по обе стороны от {\displaystyle \lambda =400} нм интерферируют не полностью и только ослабляются. Результирующее усиление одних частей спектра и ослабление других меняет окраску плёнки. Причем малейшие изменения толщины плёнки сразу же выражаются в смещении спектра наблюдаемого цвета — этот эффект легко продемонстрировать на примере с мыльным пузырём.
Явление интерференции наблюдается в тонком слое несмешивающихся жидкостей (керосина или масла на поверхности воды), в мыльных пузырях, бензине, на крыльях бабочек, в цветах побежалости, и т. д.

## Кольца Ньютона
Другим методом получения устойчивой интерференционной картины для света служит использование воздушных прослоек, основанное на одинаковой разности хода двух частей волны: одной — сразу отраженной от внутренней поверхности линзы и другой — прошедшей воздушную прослойку под ней и лишь затем отразившейся. Её можно получить, если положить плосковыпуклую линзу на стеклянную пластину выпуклостью вниз. При освещении линзы сверху монохроматическим светом образуется тёмное пятно в месте достаточно плотного соприкосновения линзы и пластинки, окружённое чередующимися тёмными и светлыми концентрическими кольцами разной интенсивности. Тёмные кольца соответствуют интерференционным минимумам, а светлые — максимумам, одновременно тёмные и светлые кольца являются изолиниями равной толщины воздушной прослойки. Измерив радиус светлого или тёмного кольца и определив его порядковый номер от центра, можно определить длину волны монохроматического света. Чем круче поверхность линзы, особенно ближе к краям, тем меньше расстояние между соседними светлыми или тёмными кольцами.

## Математическое описание

### Интерференция двух плоских волн
Пусть имеются две плоские волны:
{\displaystyle {\mathbf {E} }_{1}={\mathbf {E} }_{1_{0}}\cdot \exp ^{i({\omega }t+{\mathbf {k} }_{1}{\mathbf {r} }_{1}+{\varphi }_{1})}}   и  
{\displaystyle {\mathbf {E} }_{2}={\mathbf {E} }_{2_{0}}\cdot \exp ^{i({\omega }t+{\mathbf {k} }_{2}{\mathbf {r} }_{2}+{\varphi }_{2})}}
По принципу суперпозиции результирующее поле в области пересечения этих волн будет определяться суммой:
{\displaystyle \mathbf {E} ={\mathbf {E} }_{1}+{\mathbf {E} }_{2}}
Интенсивность задается соотношением:
{\displaystyle I=\mathbf {EE} ^{*}={\mathbf {E} }_{1}{\mathbf {E} }_{1}^{*}+{\mathbf {E} }_{1}{\mathbf {E} }_{2}^{*}+{\mathbf {E} }_{2}{\mathbf {E} }_{1}^{*}+{\mathbf {E} }_{2}{\mathbf {E} }_{2}^{*}}
Откуда с учётом:
{\displaystyle I_{1}\sim E_{1_{0}}^{2},I_{2}\sim E_{2_{0}}^{2}} :
{\displaystyle I=I_{1}+I_{2}+2{\mathbf {E} }_{1_{0}}{\mathbf {E} }_{2_{0}}\cdot \cos({\mathbf {k} }_{1}{\mathbf {r} }_{1}-{\mathbf {k} }_{2}{\mathbf {r} }_{2}+{\varphi }_{1}-{\varphi }_{2})}
Для простоты рассмотрим одномерный случай {\displaystyle r=(x,0,0)}   и сонаправленность поляризаций волн, тогда выражение для интенсивности можно переписать в более простом виде:
{\displaystyle I=I_{1}+I_{2}+2E_{1_{0}}E_{2_{0}}\cdot \cos[(k_{1_{x}}-k_{2_{x}})x+{\varphi }_{1}-{\varphi }_{2}]}
Интерференционная картина представляет собой чередование светлых и темных полос, шаг которых равен: {\displaystyle h={\frac {2\pi }{k_{1_{x}}-k_{2_{x}}}}}
Примером этого случая является интерференционная картина в отраженном от поверхностей плоскопараллельной пластинки свете.

### Случай неравных частот
В некоторых учебниках и пособиях говорится о том, что интерференция света возможна только для волн, образованных от одного источника света путём амплитудного либо полевого деления волновых фронтов. Это утверждение является неверным. С точки зрения принципа суперпозиции интерференция существует всегда, даже когда интерферируют волны от двух разных источников света. Правильно было бы говорить о наблюдении или возможности наблюдения интерференционной картины. Последняя может быть нестационарна во времени, что приводит к замазыванию и исчезновению интерференционных полос.
Рассмотрим две плоские волны с разными частотами:
{\displaystyle {\mathbf {E} }_{1}={\mathbf {E} }_{1_{0}}\cdot \exp {i({\omega }_{1}t+{\mathbf {k} }_{1}{\mathbf {r} }_{1}+{\varphi }_{1})}}   и  
{\displaystyle {\mathbf {E} }_{2}={\mathbf {E} }_{2_{0}}\cdot \exp {i({\omega }_{2}t+{\mathbf {k} }_{2}{\mathbf {r} }_{2}+{\varphi }_{2})}}
По принципу суперпозиции результирующее поле в области пересечения этих волн будет определяться суммой:
{\displaystyle \mathbf {E} ={\mathbf {E} }_{1}+{\mathbf {E} }_{2}}
Пусть некоторый прибор, обладающий некоторым характерным временем регистрации (экспозиции), фотографирует интерференционную картину. В физической оптике интенсивностью называют усредненный по времени поток световой энергии через единичную площадку ортогональную направлению распространения волны. Время усреднения определяется временем интегрирования фотоприемника, а для устройств, работающих в режиме накопления сигнала (фотокамеры, фотоплёнка и т. п.), временем экспозиции. Поэтому приемники излучения оптического диапазона реагируют на среднее значение потока энергии. То есть сигнал с фотоприемника пропорционален:
{\displaystyle {\frac {\mathrm {c} }{4\pi }}{<{E}}^{2}{>}_{\tau }}
где под <> подразумевается усреднение. Во многих научно технических приложениях данное понятие обобщается на любые, в том числе и не плоские волны. Так как в большинстве случаев, например в задачах связанных с интерференцией и дифракцией света, исследуется в основном пространственное положение максимумов и минимумов и их относительная интенсивность, постоянные множители, не зависящие от пространственных координат, часто не учитываются. По этой причине часто полагают:
{\displaystyle I={<{E}}^{2}{>}_{\tau }}
Квадрат модуля амплитуды задается соотношением:
{\displaystyle E^{2}=\mathbf {EE} ^{*}={\mathbf {E} }_{1}{\mathbf {E} }_{1}^{*}+{\mathbf {E} }_{1}{\mathbf {E} }_{2}^{*}+{\mathbf {E} }_{2}{\mathbf {E} }_{1}^{*}+{\mathbf {E} }_{2}{\mathbf {E} }_{2}^{*}}
Откуда, подставляя напряженность электрического поля, получим:
{\displaystyle E^{2}=E_{1_{0}}^{2}+E_{2_{0}}^{2}+2{\mathbf {E} }_{1_{0}}{\mathbf {E} }_{2_{0}}\cdot \cos(\Delta \omega t+\Delta {\mathbf {kr} }+\Delta \varphi )},   где {\displaystyle \Delta \omega ={\omega }_{1}-{\omega }_{2}},   {\displaystyle \Delta {\mathbf {kr} }={\mathbf {k} }_{1}{\mathbf {r} }_{1}-{\mathbf {k} }_{2}{\mathbf {r} }_{2}},   {\displaystyle \Delta \varphi ={\varphi }_{1}-{\varphi }_{2}}
С учётом определения интенсивности можно перейти к следующему выражению:
[1] {\displaystyle I={\frac {1}{\tau }}\int _{t_{0}}^{t_{0}+\tau }E^{2}dt=I_{1}+I_{2}+2{\frac {{\mathbf {E} }_{1_{0}}{\mathbf {E} }_{2_{0}}}{\tau }}\int _{t_{0}}^{t_{0}+\tau }\cos(\Delta \omega t+\Delta {\mathbf {kr} }+\Delta \varphi )dt},   где  {\displaystyle I_{1}=E_{1_{0}}^{2},I_{2}=E_{2_{0}}^{2}} — интенсивности волн
Взятие интеграла по времени и применение формулы разности синусов даёт следующие выражения для распределения интенсивности:
{\displaystyle I=I_{1}+I_{2}+2{\frac {{\mathbf {E} }_{1_{0}}{\mathbf {E} }_{2_{0}}}{\Delta \omega \tau }}(\sin(\Delta \omega (t_{0}+\tau )+\Delta \mathbf {kr} +\Delta \varphi )-\sin(\Delta \omega t_{0}+\Delta \mathbf {kr} +\Delta \varphi ))}
{\displaystyle I=I_{1}+I_{2}+2{\mathbf {E} }_{1_{0}}{\mathbf {E} }_{2_{0}}\cdot \cos \left[\Delta \omega \left(t_{0}+{\frac {\tau }{2}}\right)+\Delta \mathbf {kr} +\Delta \varphi \right]\cdot \operatorname {sinc} \left({\frac {\Delta \omega \tau }{2}}\right)}
Здесь и далее используется обозначение {\displaystyle \operatorname {sinc} (x)={\frac {\sin x}{x}}}.
В итоговом соотношении слагаемое, содержащее тригонометрические множители, называется интерференционным членом. Оно отвечает за модуляцию интенсивности интерференционными полосами. Степень различимости полос на фоне средней интенсивности называется видностью или контрастом интерференционных полос:
{\displaystyle V={\frac {I_{\text{max}}-I_{\text{min}}}{I_{\text{max}}+I_{\text{min}}}}={\frac {\mid 2{\mathbf {E} }_{1_{0}}{\mathbf {E} }_{2_{0}}\cdot \operatorname {sinc} ({\frac {\Delta \omega \tau }{2}})\mid }{I_{1}+I_{2}}}}

### Условия наблюдения интерференции
Рассмотрим несколько характерных случаев:
1. Ортогональность поляризаций волн.
При этом {\displaystyle {\mathbf {E} }_{1_{0}}\perp {\mathbf {E} }_{2_{0}}}  и  {\displaystyle {\mathbf {E} }_{1_{0}}{\mathbf {E} }_{2_{0}}=0}. Интерференционные полосы отсутствуют, а контраст равен 0.
Далее, без потери общности, можно положить, что поляризации волн одинаковы.
2. В случае равенства частот волн {\displaystyle \Delta \omega =0} и контраст полос не зависит от времени экспозиции {\displaystyle V={\frac {2{\mathbf {E} }_{1_{0}}{\mathbf {E} }_{2_{0}}}{I_{1}+I_{2}}}}.
3. В случае {\displaystyle \Delta \omega \tau \gg 2\pi }  (радиан) значение функции  {\displaystyle \operatorname {sinc} \left({\frac {\Delta \omega \tau }{2}}\right)\simeq 0}  и интерференционная картина не наблюдается.
Контраст полос, как и в случае ортогональных поляризаций, равен 0
4. В случае {\displaystyle \Delta \omega \tau <2\pi }  контраст полос существенным образом зависит от разности частот и времени экспозиции.

### Общий случай интерференции
При взятии интеграла в соотношении [1] полагалось, что разность фаз {\displaystyle \Delta \varphi } не зависит от времени. Реальные же источники света излучают с постоянной фазой лишь в течение некоторого характерного времени, называемого временем когерентности. По этой причине, при рассмотрении вопросов интерференции оперируют понятием когерентности волн. Волны называют когерентными, если разность фаз этих волн не зависит от времени. В общем случае говорят, что волны частично когерентны. При этом поскольку существует некоторая зависимость {\displaystyle \Delta \varphi } от времени, интерференционная картина изменяется во времени, что приводит к ухудшению контраста либо к исчезновению полос вовсе. При этом в рассмотрении задачи интерференции, вообще говоря и не монохроматического (полихроматического) излучения, вводят понятие комплексной степени когерентности {\displaystyle \gamma }. Интерференционное соотношение принимает вид
{\displaystyle I=I_{1}+I_{2}+2{\sqrt {I_{1}}}{\sqrt {I_{2}}}\cdot \operatorname {Re} {\gamma }_{12}\left({\frac {r_{1}}{c}},{\frac {r_{2}}{c}}\right)}
Оно называется общим законом интерференции стационарных оптических полей.

## Интерференция отдельных фотонов
Интерференция света происходит не в результате сложения разных фотонов, а в результате интерференции фотона самого с собой. При этом временная когерентность не требуется для формирования статистической интерференционной картины — фотоны могут проходить один за одним с неограниченным периодом следования.
В 1909 году английский учёный Джеффри Тейлор провёл опыт с использованием чрезвычайно слабого источника света и установил, что волновое поведение присуще отдельным фотонам.